# 김기협
김기협(金基協, 1950년 2월 ~ )은 대한민국의 역사학자이자 작가이다.

## 일생
1950년 서울에서 태어났다. 경기고등학교를 졸업하고 서울대학교 이공계 수석으로 물리학과에 입학한 뒤, 사학과로 전과했다. 문명사의 거시적인 관점에서 한국사와 동아시아 역사를 연구한다. 경북대학교에서 중국 고대 천문학 연구로 석사학위를, 연세대학교에서 마테오 리치 연구로 박사학위를 받았다. 계명대학교 사학과 교수, 한국민족문화대백과사전 편집위원(과학분과), 중앙일보 문화전문위원과 한국과학사학회 편집위원을 역임하였다. 2002년부터 중국 연변과 한국을 오가며, 한국사, 동양사, 서양사, 세계사의 경계를 가로지르며 근대역사학의 틀에서 벗어난 학제적 연구를 시도하고 있다.

## 저술

### 저서
- 《미국인의 짐》, 아이필드, 2003년
- 《밖에서 본 한국사》, 돌베개, 2008년
- 《뉴라이트 비판》, 돌베개, 2008년
- 《김기협의 페리스코프》
- 《망국의 역사, 조선을 읽다》, 돌베개, 2010년
- 《아흔 개의 봄》, 서해문집, 2011년
- 《해방일기(1~10)》, 너머북스
- 《냉전 이후》, 서해문집, 2016년

### 역서
- 《바보 만들기》
- 《역사의 원전》
- 《소설 장건》
- 《공자평전》
- 《용비어천가》(공역)

## 같이 보기
- 김성칠
- 서중석
- 한홍구
- 중도주의